# Băbească neagră
Băbească neagră (també Rară Neagră) és una varietat de raïm de vi negre moldau i romanès. Es cultiva al sud de Moldàvia i a Romania a les regions de Moldàvia, Dobruja i Valàquia, convertint-la en la segona varietat de raïm més plantada a Romania. També es troba a Ucraïna i Nova York, on el raïm es coneix com Sereksiya Charni.
El nom de Băbească neagră deriva de les paraules romaneses que signifiquen "negre de l'àvia". La majoria dels vins produïts a partir de Băbească Neagră són vins negres de cos lleuger i afruitat.
En tractar-se d’una varietat de raïm antiga, Băbească neagră ha demostrat variacions significatives, com per exemple la Copceac, una variació amb baies més grans, i la Coada Rândunicii (Swallowtail) una variació amb un raïm bisectat i Coada Vulpii (Foxtail), una variació que té una prolongació cilíndrica del manat. També ha produït al llarg dels anys dues mutacions de color, entre les quals s'hi troba una mutació rosada que es diu Băbească gri a Romania i Sereksiya rose als Finger Lakes, una mutació de fruits blancs coneguda com la Băbească albă.

## Història

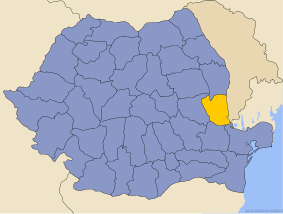
Comtat de Galați, on es creu que es va originar Băbească neagră.

Els ampelògrafs creuen que la Băbească neagră és una varietat molt antiga, amb les primeres mencions del raïm que es remunta a principis del segle XIV. El nom, en romanès, es tradueix per "Negre de l'àvia" i amb les diverses i nombroses mutacions clonals (incloses les mutacions de color de Băbească Gri i Băbească albă) sembla donar suport a la longevitat de Băbească neagră. Mentre que el raïm es cultiva a través de Romania i Moldàvia, la regió més sovint associada al fet que és el lloc de naixement de Băbească neagră és la regió de Nicorești al comtat de Galați, a la meitat oriental de Romania, que limita amb Moldàvia.

## Viticultura

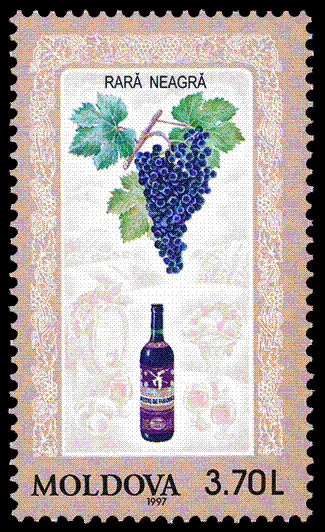
Rară Neagră en un segell moldau

Băbească neagră és una varietat de raïm de maduració tardana que també és una vinya de floració mitjana o tardana que contribueix a la resistència hivernal del raïm i a la resistència als perills vitícoles de les primeres gelades de primavera. Durant els freds hiverns de l’Europa de l’Est, Băbească neagră és capaç de suportar temperatures tan baixes com −18 °C. Tanmateix, els raïms molt solts i de mida mitjana de baies de pell fina són molt susceptibles als riscos de podridura de la botrytis, la floridura i l'oïdi, així com a la sequera durant la temporada de creixement. Si la poda hivernal i la recol·lecció verda no es mantenen sotmeses als rendiments, la vinya pot ser molt vigorosa i propensa a desenvolupar mil·lenatge.
Tot i que la Băbească neagră té moltes mutacions clonals diferents, com el pinot negre i la garnatxa, també té dues notables mutacions de color: una Băbească albă de baies blanques i una Băbească gri de baies roses que es conreen al voltant de Huși al comtat de Vaslui.

## Regions vitivinícoles

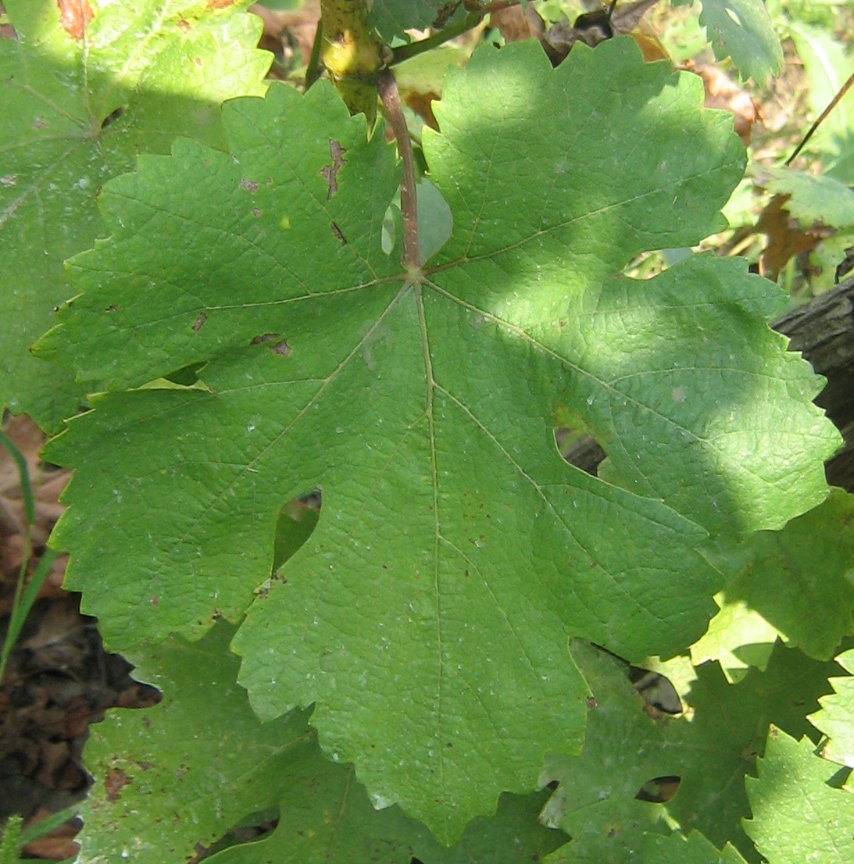

La majoria de les plantacions de Băbească neagră es troben a Romania on, el 2008, hi havia 4,516 hectàrees (11,160 acres) en cultiu. La majoria d’aquestes plantacions es troben al comtat de Galați, particularment al voltant de les comunes de Nicorești. També es poden trobar plantacions importants al voltant d'Odobești al comtat de Vrancea i als sòls de vinya sorrenca al llarg del riu Danubi, que forma la frontera sud de Romania amb Sèrbia i Bulgària.
Fora de Romania, el raïm es pot trobar a Moldàvia, Ucraïna i els Estats Units. Băbească neagră es pot trobar en superfícies limitades a la regió de Finger Lakes, a l'estat de Nova York, on originalment aquesta varietat va ser cultivada amb èxit per Konstantin Frank. Aquí anomenat Sereksiya Charni (el nom rus), és utilitzat per McGregor Vineyard per crear un vi negre aromàtic i afruitat (anomenat "negre rus"), barrejat amb Saperavi.

### Moldàvia
A Moldàvia, Băbească neagră (també anomenada Rară neagră) és una varietat de maduració tardana que dona vins negres típicament rics en àcids i que poden presentar un marcat caràcter afruitat. És responsable de la fama dels vins Purcari al segle xviii, abans que el Cabernet Sauvignon s'introduís a Moldàvia. Aquesta varietat s'utilitza com a component principal de la barreja del vi Purcari, Negru de Purcari.

## Estils

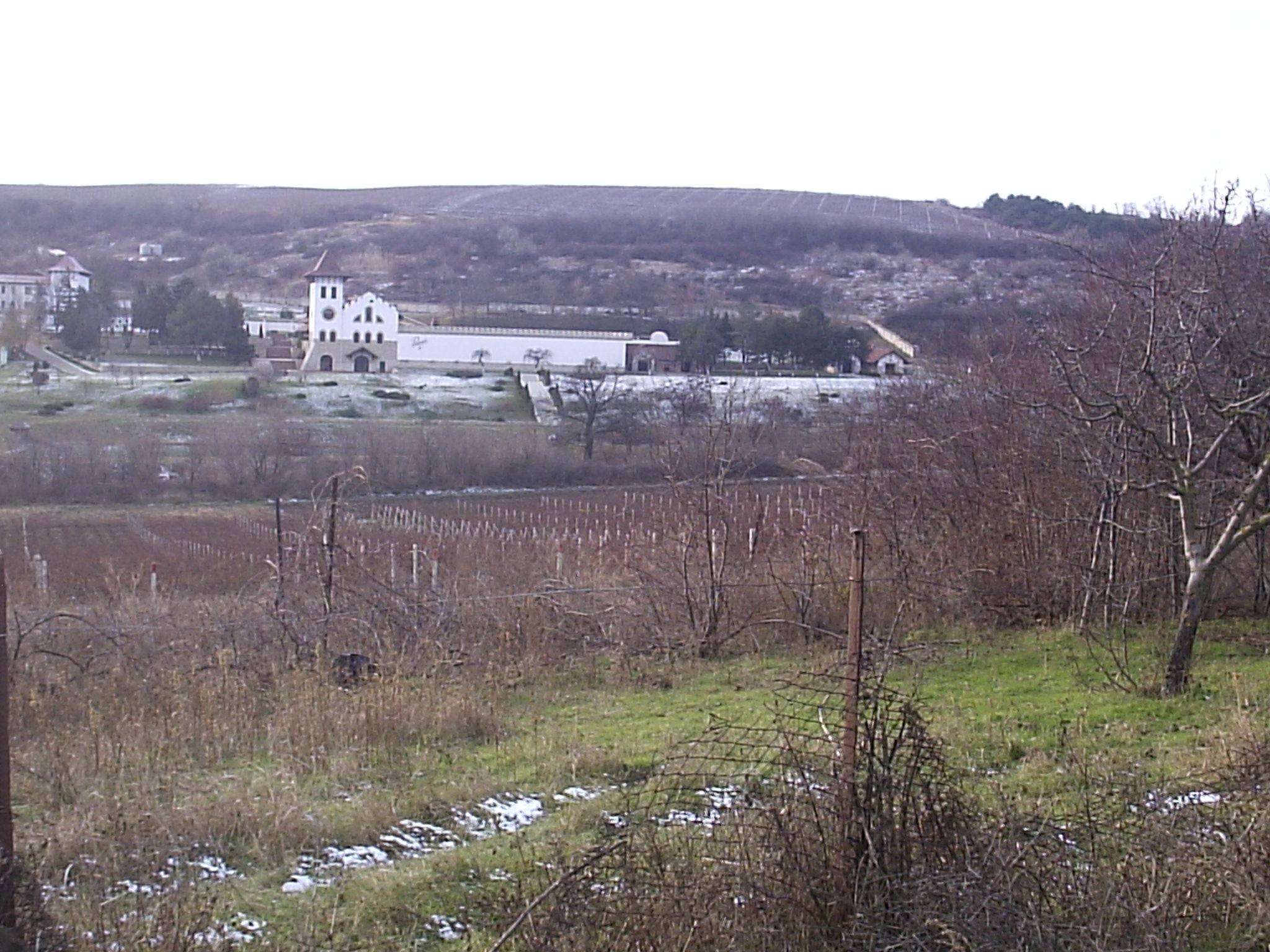
La regió de Pucari a Moldàvia, on Băbească neagră es barreja sovint amb el Cabernet Sauvignon.

Segons el mestre del vi Jancis Robinson, la Băbească neagră tendeix a elaborar vins negres pàl·lids, de cos clar i afruitats amb una notable acidesa i una característica nota de cirera àcida. La mutació de color rosa-ous de color gri Băbească tendeix a produir mineralitat vins blancs amb notes de llima que persisteixen després d'empassar.

## Sinònims
Al llarg dels anys s'ha conegut Băbească neagră amb diversos sinònims, inclosos: Aldarusa, Asil Kara, Asîl Kara (a la República del Daguestan), Băbească, Babeasca, Babiasca niagra, Babiaska niagra, Bobiaska niagra, Bobyaksa nigra, Bobyaska nyagra, Căldărușă, Caldarusa, Chernyi Redkii (a Ucraïna), Chernyl Redkyl, Ciornai Redchii, Crăcană, Cracana, Crăcǎnatǎ, Cracanata, Crecanate, Goldaroucha, Grossmuttertraube, Hexentraube, Kaouchanskii, Koldaroucha, Koldarusha, Koldursan, Koldurskat Rară Neagră, Răşchirată, Raschirata, Rastopirka, Rastopyrka, Rastrepa, Rastreppa, Rastriopa (a Moldàvia), Redkyi Chernyi, Rekhavo Grazdi, Rekhavo Grozdi, Rekhavo Grozdy, Richkirate, Richkiriata, Riedkym, Rimtsurate Rassure, Rimtzure Rostopiska, Rostopoveska, Rychkirate, Rymourate, Rympurate, Ryshkirate, Saesser, Sassep, Sasser, Serecsia, Serecsia Ciornaia (a Moldàvia), Serectia, Sereksia (a Ucraïna), Sereksia Chornaya, Se reksiya (als Estats Units), Sereksiya Chernaya, Sereksiya Tschiornaya, Serexia, Serexia noir, Serexia Tcheurnaia, Sesser, Stropaty, Stropatyi, Tchernyi Redkii, Tcheurny Redky, Timofeevka, Tsotler i Tsotlyar.